# Monte Sorgenze
Il Monte Sorgenze (1.110 m s.l.m.)  è un rilievo che domina l'abitato di Penitro, frazione di Formia, (LT) nel Lazio, all'interno del territorio del parco naturale dei Monti Aurunci.  

## Descrizione
Il nome deriva dalla presenza di una sorgente in quota che alimenta l'acquedotto comunale di Capodacqua che alimenta le reti idriche di Formia e Gaeta.
Il Canale di Sorgenza si raggiunge da un sentiero a mezzacosta che scende subito dopo l'acquedotto. Dopo una pineta a Pinus Pinea si raggiunge la rava della luna. Raggiunta la grande rava di Palombara Sabina si sale lungo la valle fino ad una lecceta in quota dalla quale si imbocca un sentiero a mezza-costa che conduce al Monte Sorgenze.